# سوزان زیممن
سوزان زیممن (به انگلیسی: Suzanne Zimmerman) (زادهٔ ۱۳ ژوئیهٔ ۱۹۲۵) شناگر اهل ایالات متحده آمریکا است.